# باشگاه فوتبال ژنیس
باشگاه فوتبال ژنیس (انگلیسی: FC Jenis) یک باشگاه فوتبال در آستانه، قزاقستان است.